# Giải quần vợt Mỹ Mở rộng 2017
Giải quần vợt Mỹ Mở rộng 2017 là mùa giải thứ 137 của Giải quần vợt Mỹ Mở rộng và là lần thứ 4 và chung kết 1 sự kiện Grand Slam trong năm. Nó được tổ chức ở sân cứng ngoài trời tại Trung tâm Quần vợt Quốc gia USTA Billie Jean King ở Thành phố New York. Có một số luật thử nghiệm áp dụng cho điều kiện để tham gia vòng đấu chính cũng như trong các giải trẻ, xe lăn và biểu diễn.
Stan Wawrinka và Angelique Kerber là những nhà đương kim vô địch đơn nam và nữ. Wawrinka rút lui trước khi bắt đầu giải đấu do chấn thương đầu gối, trong khi Kerber thua trong trận đầu tiên với Naomi Osaka.
Giải đấu đơn nam đã kết thúc với Rafael Nadal đánh bại Kevin Anderson trong trận chung kết, trong khi giải đấu đơn nữ kết thúc với Sloane Stephens đánh bại Madison Keys trong trận chung kết.

## Điểm và tiền thưởng

### Phân phối điểm
Dưới đây là bảng phân bố điểm cho từng giai đoạn của giải đấu.

#### Chuyên nghiệp
| Sự kiện | VĐ   | CK   | BK  | TK  | 1/16 | 1/32 | 1/64 | 1/128 | Q  | Q3 | Q2 | Q1 |
| Đơn nam | 2000 | 1200 | 720 | 360 | 180  | 90   | 45   | 10    | 25 | 16 | 8  | 0  |
| Đôi nam | 2000 | 1200 | 720 | 360 | 180  | 90   | 0    | —     | —  | —  | —  | —  |
| Đơn nữ  | 2000 | 1300 | 780 | 430 | 240  | 130  | 70   | 10    | 40 | 30 | 20 | 2  |
| Đôi nữ  | 2000 | 1300 | 780 | 430 | 240  | 130  | 10   | —     | —  | —  | —  | —  |

| Nội dung | VĐ  | CK  | BK/Vị trí thứ 3 | TK/Vị trí thứ 4 |
| Đơn      | 800 | 500 | 375             | 100             |
| Đôi      | 800 | 500 | 100             | —               |
| Đơn Quad | 800 | 500 | 375             | 100             |
| Đôi Quad | 800 | 100 | —               | —               |

| Nội dung    | VĐ  | CK  | BK  | TK  | 1/16 | 1/32 | Q  | Q3 |
| Đơn nam trẻ | 375 | 270 | 180 | 120 | 75   | 30   | 25 | 20 |
| Đơn nữ trẻ  | 375 | 270 | 180 | 120 | 75   | 30   | 25 | 20 |
| Đôi nam trẻ | 270 | 180 | 120 | 75  | 45   | —    | —  | —  |
| Đôi nữ trẻ  | 270 | 180 | 120 | 75  | 45   | —    | —  | —  |

### Tiền thưởng
Tổng số tiền thưởng của giải US Open năm 2017 là 50,4 triệu đô la, tăng 3,7% so với năm ngoái. Trong tổng số đó, một kỷ lục 3,7 triệu đô la Mỹ dành cho cả nam và nữ vô địch đơn, tăng lên 7,5 phần trăm so với năm ngoái. Điều này đã khiến US Open trở thành trò chơi quần vợt lớn nhất có lợi nhuận và trả giá cao nhất thế giới, nhảy vọt lên Wimbledon trong tổng số tiền thưởng. Tiền thưởng cho giải đấu vòng loại US Open cũng tăng 49,2%, lên 2,9 triệu đô la.
| Nội dung      | VĐ         | CK         | BK       | TK       | 1/16     | 1/32     | 1/64    | 1/128   | Q3      | Q2      | Q1     |
| Đơn           | $3,700,000 | $1,825,000 | $920,000 | $470,000 | $253,625 | $144,000 | $86,000 | $50,000 | $16,350 | $10,900 | $5,606 |
| Doubles       | $675,000   | $340,000   | $160,000 | $82,000  | $44,000  | $26,500  | $16,500 | —       | —       | —       | —      |
| Mixed Doubles | $150,000   | $70,000    | $30,000  | $15,000  | $10,000  | $5,000   | —       | —       | —       | —       | —      |

## Tóm tắt kết quả
Đơn nam
| Vô địch                    | Vô địch                      | Á quân                     | Á quân                   |
| -------------------------- | ---------------------------- | -------------------------- | ------------------------ |
| Rafael Nadal [1]           | Rafael Nadal [1]             | Kevin Anderson [28]        | Kevin Anderson [28]      |
| Thua Bán kết               |                              |                            |                          |
| Juan Martín del Potro [24] | Juan Martín del Potro [24]   | Pablo Carreño Busta [12]   | Pablo Carreño Busta [12] |
| Thua tứ kết                |                              |                            |                          |
| Andrey Rublev              | Roger Federer [3]            | Sam Querrey [17]           | Diego Schwartzman [29]   |
| Thua vòng bốn              |                              |                            |                          |
| Alexandr Dolgopolov        | David Goffin [9]             | Philipp Kohlschreiber [33] | Dominic Thiem [6]        |
| Mischa Zverev [23]         | Paolo Lorenzi                | Denis Shapovalov (Q)       | Lucas Pouille [16]       |
| Thua vòng ba               |                              |                            |                          |
| Leonardo Mayer (LL)        | Viktor Troicki               | Gaël Monfils [18]          | Damir Džumhur            |
| Feliciano López [31]       | John Millman (PR)            | Roberto Bautista Agut [11] | Adrian Mannarino [30]    |
| Radu Albot (Q)             | John Isner [10]              | Thomas Fabbiano            | Borna Ćorić              |
| Kyle Edmund                | Nicolas Mahut (Q)            | Mikhail Kukushkin (Q)      | Marin Čilić [5]          |
| Thua vòng hai              |                              |                            |                          |
| Taro Daniel                | Yūichi Sugita                | Stefano Travaglia (Q)      | Tomáš Berdych [15]       |
| Guido Pella                | Donald Young                 | Cedrik-Marcel Stebe (Q)    | Grigor Dimitrov [7]      |
| Mikhail Youzhny            | Fernando Verdasco            | Santiago Giraldo           | Malek Jaziri             |
| Dustin Brown               | Adrián Menéndez-Maceiras (Q) | Bjorn Fratangelo (WC)      | Taylor Fritz (WC)        |
| Dudi Sela                  | Lu Yen-hsun                  | Benoît Paire               | Chung Hyeon              |
| Jordan Thompson            | Gilles Müller [19]           | Ernests Gulbis (PR)        | Alexander Zverev [4]     |
| Jo-Wilfried Tsonga [8]     | Steve Johnson                | Albert Ramos Viñolas [20]  | Cameron Norrie (Q)       |
| Jared Donaldson            | Evgeny Donskoy               | Janko Tipsarević           | Florian Mayer            |
| Thua vòng một              |                              |                            |                          |
| Dušan Lajović              | Tommy Paul (WC)              | Geoffrey Blancaneaux (WC)  | Richard Gasquet [26]     |
| Fabio Fognini [22]         | Norbert Gombos               | Jan-Lennard Struff         | Ryan Harrison            |
| Julien Benneteau           | Steve Darcis                 | Maximilian Marterer (Q)    | Jérémy Chardy            |
| Pablo Cuevas [27]          | Nicolás Kicker               | Aljaž Bedene               | Václav Šafránek (Q)      |
| Frances Tiafoe             | Blaž Kavčič                  | Vasek Pospisil             | Andrey Kuznetsov         |
| Tim Smyczek (Q)            | Vincent Millot (Q)           | Thiago Monteiro            | Nick Kyrgios [14]        |
| Andreas Seppi              | Thomaz Bellucci              | Patrick Kypson (WC)        | Henri Laaksonen          |
| Ričardas Berankis (PR)     | Ivo Karlović                 | Marcos Baghdatis           | Alex De Minaur (WC)      |
| Gilles Simon               | Christopher Eubanks (WC)     | Ernesto Escobedo           | Karen Khachanov [25]     |
| Thai-Son Kwiatkowski (WC)  | Lukáš Lacko (LL)             | Horacio Zeballos           | Pierre-Hugues Herbert    |
| Jack Sock [13]             | John-Patrick Smith (Q)       | João Sousa                 | Bernard Tomic            |
| JC Aragone (Q)             | Alessandro Giannessi         | Jiří Veselý                | Darian King (Q)          |
| Marius Copil               | Daniil Medvedev              | Nicolás Almagro            | Robin Haase [32]         |
| Denis Istomin              | Márton Fucsovics             | Dmitry Tursunov (PR)       | Evan King (Q)            |
| Ruben Bemelmans            | Nikoloz Basilashvili         | Andreas Haider-Maurer (PR) | David Ferrer [21]        |
| Carlos Berlocq             | Thanasi Kokkinakis (PR)      | Rogério Dutra Silva        | Tennys Sandgren          |

Đơn nữ
| Vô địch                | Vô địch                   | Á quân                   | Á quân                        |
| ---------------------- | ------------------------- | ------------------------ | ----------------------------- |
| Sloane Stephens [PR]   | Sloane Stephens [PR]      | Madison Keys [15]        | Madison Keys [15]             |
| Thua bán kết           |                           |                          |                               |
| CoCo Vandeweghe [20]   | CoCo Vandeweghe [20]      | Venus Williams [9]       | Venus Williams [9]            |
| Thua tứ kết            |                           |                          |                               |
| Karolína Plíšková [1]  | Kaia Kanepi (Q)           | Petra Kvitová [13]       | Anastasija Sevastova [16]     |
| Thua vòng bốn          |                           |                          |                               |
| Jennifer Brady         | Lucie Šafářová            | Elina Svitolina [4]      | Daria Kasatkina               |
| Carla Suárez Navarro   | Garbiñe Muguruza [3]      | Julia Görges [30]        | Maria Sharapova (WC)          |
| Thua vòng ba           |                           |                          |                               |
| Zhang Shuai [27]       | Monica Niculescu          | Agnieszka Radwańska [10] | Kurumi Nara                   |
| Shelby Rogers          | Elena Vesnina [17]        | Jeļena Ostapenko [12]    | Naomi Osaka                   |
| Ekaterina Makarova     | Maria Sakkari             | Caroline Garcia [18]     | Magdaléna Rybáriková [31]     |
| Aleksandra Krunić      | Ashleigh Barty            | Donna Vekić              | Sofia Kenin (WC)              |
| Thua vòng hai          |                           |                          |                               |
| Nicole Gibbs (Q)       | Risa Ozaki                | Barbora Strýcová [23]    | Ana Bogdan                    |
| Yulia Putintseva       | Ons Jabeur                | Nao Hibino               | Svetlana Kuznetsova [8]       |
| Evgeniya Rodina        | Daria Gavrilova [25]      | Kirsten Flipkens         | Tatjana Maria                 |
| Sorana Cîrstea         | Christina McHale          | Yanina Wickmayer         | Denisa Allertová              |
| Caroline Wozniacki [5] | Mirjana Lučić-Baroni [29] | Arina Rodionova (WC)     | Océane Dodin                  |
| Alizé Cornet           | Ekaterina Alexandrova     | Kristýna Plíšková        | Duan Yingying                 |
| Ajla Tomljanović (PR)  | Zheng Saisai              | Aliaksandra Sasnovich    | Dominika Cibulková [11]       |
| Kateryna Kozlova (Q)   | Peng Shuai [22]           | Sachia Vickery (Q)       | Tímea Babos                   |
| Thua vòng một          |                           |                          |                               |
| Magda Linette          | Verónica Cepede Royg      | Danielle Lao (Q)         | Sabine Lisicki (PR)           |
| Misaki Doi             | Andrea Petkovic           | Taylor Townsend (WC)     | Kristina Mladenovic [14]      |
| Petra Martić           | Sofya Zhuk (Q)            | Brienne Minor (WC)       | Alison Riske                  |
| Anett Kontaveit [26]   | Catherine Bellis          | Sara Sorribes Tormo      | Markéta Vondroušová           |
| Kateřina Siniaková     | Eugenie Bouchard          | Kayla Day (WC)           | Allie Kiick (Q)               |
| Anna Blinkova (Q)      | Madison Brengle           | Ashley Kratzer (WC)      | Elise Mertens                 |
| Lara Arruabarrena      | Lesley Kerkhove (Q)       | Wang Qiang               | Anastasia Pavlyuchenkova [19] |
| Lesia Tsurenko [28]    | Francesca Schiavone       | Rebecca Peterson (Q)     | Angelique Kerber [6]          |
| Mihaela Buzărnescu (Q) | Mona Barthel              | İpek Soylu (Q)           | Monica Puig                   |
| Kiki Bertens [24]      | Richèl Hogenkamp          | Pauline Parmentier       | Viktória Kužmová (Q)          |
| Jelena Janković        | Heather Watson            | Anna Zaja (Q)            | Tereza Martincová (Q)         |
| Camila Giorgi          | Misa Eguchi (PR)          | Claire Liu (Q)           | Varvara Lepchenko             |
| Johanna Konta [7]      | Johanna Larsson           | Alison Van Uytvanck      | Annika Beck                   |
| Ana Konjuh [21]        | Julia Boserup             | Roberta Vinci            | Jana Čepelová                 |
| Carina Witthöft        | Irina-Camelia Begu        | Beatriz Haddad Maia      | Amandine Hesse (WC)           |
| Lauren Davis [32]      | Natalia Vikhlyantseva     | Viktorija Golubic        | Simona Halep [2]              |

## Kết quả theo ngày

### Ngày thi đấu thứ 1 (28 tháng 8)
- Hạt giống bị loại:
  - Đơn nam:  Jack Sock [13],  David Ferrer [21],  Karen Khachanov [25],  Robin Haase [32]
  - Đơn nữ:  Simona Halep [2],  Johanna Konta [7],  Ana Konjuh [21],  Kiki Bertens [24],  Lauren Davis [32]
- Lịch thi đấu ngày hôm nay Lưu trữ ngày 26 tháng 8 năm 2014 tại Wayback Machine

| Trận đấu trên sân chính                                                        | Trận đấu trên sân chính                | Trận đấu trên sân chính                | Trận đấu trên sân chính                |
| Trận đấu trên Sân vận động Arthur Ashe                                         | Trận đấu trên Sân vận động Arthur Ashe | Trận đấu trên Sân vận động Arthur Ashe | Trận đấu trên Sân vận động Arthur Ashe |
| Sự kiện                                                                        | Người thắng cuộc                       | Người thua cuộc                        | Tỷ số                                  |
| ------------------------------------------------------------------------------ | -------------------------------------- | -------------------------------------- | -------------------------------------- |
| Vòng 1 đơn nữ                                                                  | Garbiñe Muguruza [3]                   | Varvara Lepchenko                      | 6–0, 6–3                               |
| Vòng 1 đơn nam                                                                 | Marin Čilić [5]                        | Tennys Sandgren                        | 6–4, 6–3, 3–6, 6–3                     |
| Vòng 1 đơn nữ                                                                  | Venus Williams [9]                     | Viktória Kužmová [Q]                   | 6–3, 3–6, 6–2                          |
| 2017 US Open Opening Night Ceremony                                            |                                        |                                        |                                        |
| Vòng 1 đơn nữ                                                                  | Maria Sharapova [WC]                   | Simona Halep [2]                       | 6–4, 4–6, 6–3                          |
| Vòng 1 đơn nam                                                                 | Alexander Zverev [4]                   | Darian King [Q]                        | 7–6(11–9), 7–5, 6–4                    |
| Matches on Louis Armstrong Stadium                                             |                                        |                                        |                                        |
| Event                                                                          | Winner                                 | Loser                                  | Score                                  |
| Vòng 1 đơn nữ                                                                  | Petra Kvitová [13]                     | Jelena Janković                        | 7–5, 7–5                               |
| Vòng 1 đơn nam                                                                 | John Isner [10]                        | Pierre-Hugues Herbert                  | 6–1, 6–3, 4–6, 6–3                     |
| Vòng 1 đơn nữ                                                                  | Sloane Stephens [PR]                   | Roberta Vinci                          | 7–5, 6–1                               |
| Vòng 1 đơn nam                                                                 | Jordan Thompson                        | Jack Sock [13]                         | 6–2, 7–6(14–12), 1–6, 5–7, 6–4         |
| Matches on Grandstand                                                          |                                        |                                        |                                        |
| Event                                                                          | Winner                                 | Loser                                  | Score                                  |
| Vòng 1 đơn nam                                                                 | Steve Johnson                          | Nicolás Almagro                        | 6–4, 7–6(7–2), 7–6(7–5)                |
| Vòng 1 đơn nữ                                                                  | Aleksandra Krunić                      | Johanna Konta [7]                      | 4–6, 6–3, 6–4                          |
| Vòng 1 đơn nam                                                                 | Sam Querrey [17]                       | Gilles Simon                           | 6–4, 6–3, 6–4                          |
| Vòng 1 đơn nữ                                                                  | Caroline Wozniacki [5]                 | Mihaela Buzărnescu [Q]                 | 6–1, 7–5                               |
| Colored background indicates a night match                                     |                                        |                                        |                                        |
| Matches start at 11am, night session starts at 7pm Eastern Daylight Time (EDT) |                                        |                                        |                                        |

### Ngày thi đấu thứ 13 (9 tháng 9)
- Hạt giống bị loại:
  - Đơn nữ:  Madison Keys [15]
  - Đôi nam nữ:  Chan Hao-ching /  Michael Venus [3]
- Lịch thi đấu trong ngày Lưu trữ ngày 6 tháng 9 năm 2014 tại Wayback Machine

| Trận đấu trên sân chính                | Trận đấu trên sân chính                | Trận đấu trên sân chính                | Trận đấu trên sân chính                |                                        |
| Trận đấu trên Sân vận động Arthur Ashe | Trận đấu trên Sân vận động Arthur Ashe | Trận đấu trên Sân vận động Arthur Ashe | Trận đấu trên Sân vận động Arthur Ashe | Trận đấu trên Sân vận động Arthur Ashe |
| Sự kiện                                | Người thắng trận                       | Người thua cuộc                        | Tỷ số                                  |                                        |
| -------------------------------------- | -------------------------------------- | -------------------------------------- | -------------------------------------- | -------------------------------------- |
| Chung kết đôi nam nữ                   | Martina Hingis [1] Jamie Murray [1]    | Chan Hao-ching [3] Michael Venus [3]   | 6–1, 4–6, [10–8]                       |                                        |
| Chung kết đơn nữ                       | Sloane Stephens [PR]                   | Madison Keys [15]                      | 6–3, 6–0                               |                                        |

### Ngày thi đấu thứ 14 (10 tháng 9)
- Hạt giống bị loại:
  - Đơn nam:  Kevin Anderson [28]
  - Đôi nữ:  Lucie Hradecká /  Kateřina Siniaková [7]
- Lịch thi đấu ngày hôm nay Lưu trữ ngày 7 tháng 9 năm 2014 tại Wayback Machine

| Trận đấu trên sân chính                | Trận đấu trên sân chính                 | Trận đấu trên sân chính                   | Trận đấu trên sân chính                |                                        |
| Trận đấu trên Sân vận động Arthur Ashe | Trận đấu trên Sân vận động Arthur Ashe  | Trận đấu trên Sân vận động Arthur Ashe    | Trận đấu trên Sân vận động Arthur Ashe | Trận đấu trên Sân vận động Arthur Ashe |
| Sự kiện                                | Người thắng trận                        | Người thua cuộc                           | Tỷ số                                  |                                        |
| -------------------------------------- | --------------------------------------- | ----------------------------------------- | -------------------------------------- | -------------------------------------- |
| Chung kết đôi nữ                       | Chiêm Vịnh Nhiên [2] Martina Hingis [2] | Lucie Hradecká [7] Kateřina Siniaková [7] | 6–3, 6–2                               |                                        |
| Chung kết đơn nam                      | Rafael Nadal [1]                        | Kevin Anderson [28]                       | 6–3, 6–3, 6–4                          |                                        |

## Hạt giống đôi
| Đội                   | Đội                  | Xếp hạng1 | Hạt giống |
| --------------------- | -------------------- | --------- | --------- |
| Henri Kontinen        | John Peers           | 3         | 1         |
| Łukasz Kubot          | Marcelo Melo         | 7         | 2         |
| Pierre-Hugues Herbert | Nicolas Mahut        | 13        | 3         |
| Jamie Murray          | Bruno Soares         | 13        | 4         |
| Bob Bryan             | Mike Bryan           | 18        | 5         |
| Ivan Dodig            | Marcel Granollers    | 25        | 6         |
| Raven Klaasen         | Rajeev Ram           | 28        | 7         |
| Ryan Harrison         | Michael Venus        | 32        | 8         |
| Oliver Marach         | Mate Pavić           | 35        | 9         |
| Rohan Bopanna         | Pablo Cuevas         | 42        | 10        |
| Feliciano López       | Marc López           | 45        | 11        |
| Jean-Julien Rojer     | Horia Tecău          | 57        | 12        |
| Brian Baker           | Nikola Mektić        | 67        | 13        |
| Julio Peralta         | Horacio Zeballos     | 77        | 14        |
| Santiago González     | Donald Young         | 78        | 15        |
| Sam Groth             | Aisam-ul-Haq Qureshi | 80        | 16        |

| Đội                 | Đội                         | Xếp hạng1 | Hạt giống |
| ------------------- | --------------------------- | --------- | --------- |
| Ekaterina Makarova  | Elena Vesnina               | 6         | 1         |
| Chiêm Vịnh Nhiên    | Martina Hingis              | 11        | 2         |
| Lucie Šafářová      | Barbora Strýcová            | 12        | 3         |
| Sania Mirza         | Peng Shuai                  | 18        | 4         |
| Tímea Babos         | Andrea Hlaváčková           | 26        | 5         |
| Ashleigh Barty      | Casey Dellacqua             | 29        | 6         |
| Lucie Hradecká      | Kateřina Siniaková          | 31        | 7         |
| Anna-Lena Grönefeld | Květa Peschke               | 40        | 8         |
| Gabriela Dabrowski  | Xu Yifan                    | 48        | 9         |
| Abigail Spears      | Katarina Srebotnik          | 49        | 10        |
| Kiki Bertens        | Johanna Larsson             | 55        | 11        |
| Hsieh Su-wei        | Monica Niculescu            | 58        | 12        |
| Kristina Mladenovic | Anastasia Pavlyuchenkova    | 63        | 13        |
| Andreja Klepač      | María José Martínez Sánchez | 64        | 14        |
| Makoto Ninomiya     | Renata Voráčová             | 71        | 15        |
| Nao Hibino          | Alicja Rosolska             | 77        | 16        |

### Đôi nam nữ
| Đội                | Đội                    | Xếp hạng1 | Hạt giống |
| ------------------ | ---------------------- | --------- | --------- |
| Martina Hingis     | Jamie Murray           | 11        | 1         |
| Sania Mirza        | Ivan Dodig             | 19        | 2         |
| Chiêm Hạo Tình     | Michael Venus          | 24        | 3         |
| Tímea Babos        | Bruno Soares           | 26        | 4         |
| Casey Dellacqua    | Rajeev Ram             | 27        | 5         |
| Andrea Hlaváčková  | Édouard Roger-Vasselin | 38        | 6         |
| Gabriela Dabrowski | Rohan Bopanna          | 39        | 7         |
| Lucie Hradecká     | Marcin Matkowski       | 45        | 8         |

1Bảng xếp hạng được xếp vào ngày 21 tháng 8 năm 2017.

## Nội dung

### Đơn nam
- Rafael Nadal đánh bại  Kevin Anderson, 6-3, 6-3, 6-4

### Đơn nữ
- Sloane Stephens đánh bại  Madison Keys, 6-3, 6-0

### Đôi nam
- Jean-Julien Rojer /  Horia Tecǎu đánh bại  Feliciano López /  Marc López, 6-4, 6-3

### Đôi nữ
- /  vs.  /

### Đôi nam nữ
- /  vs.  /

### Đơn nam trẻ
- vs.

### Đơn nữ trẻ
- vs.

### Đôi nam trẻ
- Hsu Yu-hsiou /  Wu Yibing đánh bại  Toru Horie /  Yuta Shimizu, 6–4, 5–7, [11–9]

### Đôi nữ trẻ
- /  vs.  /

### Nam khách mời
- /  vs.  /

### Women's Champions Doubles
- /  vs.  /

### Đơn nam xe lăn
- vs.

### Đơn nữ xe lăn
- vs.

### Đơn xe lăn quad
- vs.

### Đôi nam xe lăn
- Alfie Hewett /  Gordon Reid đánh bại  Stéphane Houdet /  Nicolas Peifer, 7–5, 6–4

### Đôi nữ xe lăn
- /  vs.  /

### Đôi xe lăn quad
- /  vs.  /

## Đặc cách dự vòng đấu chính
Những tay vợt sau đây sẽ được đặc cách tham gia giải đấu chính dựa trên lựa chọn nội bộ và sự thể hiện trong thời gian gần đây.
| - Geoffrey Blancaneaux - Alex De Minaur - Christopher Eubanks - Bjorn Fratangelo - Taylor Fritz - Thai-Son Kwiatkowski - Patrick Kypson - Tommy Paul | - Kayla Day - Amandine Hesse - Sofia Kenin - Ashley Kratzer - Brienne Minor - Arina Rodionova - Maria Sharapova - Taylor Townsend |

| - William Blumberg / Spencer Papa - Christopher Eubanks / Christian Harrison - Taylor Fritz / Reilly Opelka - Steve Johnson / Tommy Paul - Vasil Kirkov / Danny Thomas - Bradley Klahn / Scott Lipsky - Austin Krajicek / Jackson Withrow | - Kristie Ahn / Irina Falconi - Amanda Anisimova / Emina Bektas - Julia Boserup / Nicole Gibbs - Jacqueline Cako / Sachia Vickery - Kayla Day / Caroline Dolehide - Francesca Di Lorenzo / Allie Kiick - Taylor Johnson / Claire Liu |